# Franz Künstler (Politiker)

Franz Künstler, um 1920

Franz Künstler (* 13. Mai 1888 in Berlin; † 10. September 1942 ebenda) war ein deutscher Gewerkschafter, Politiker (SPD, USPD) und Widerstandskämpfer.

## Leben

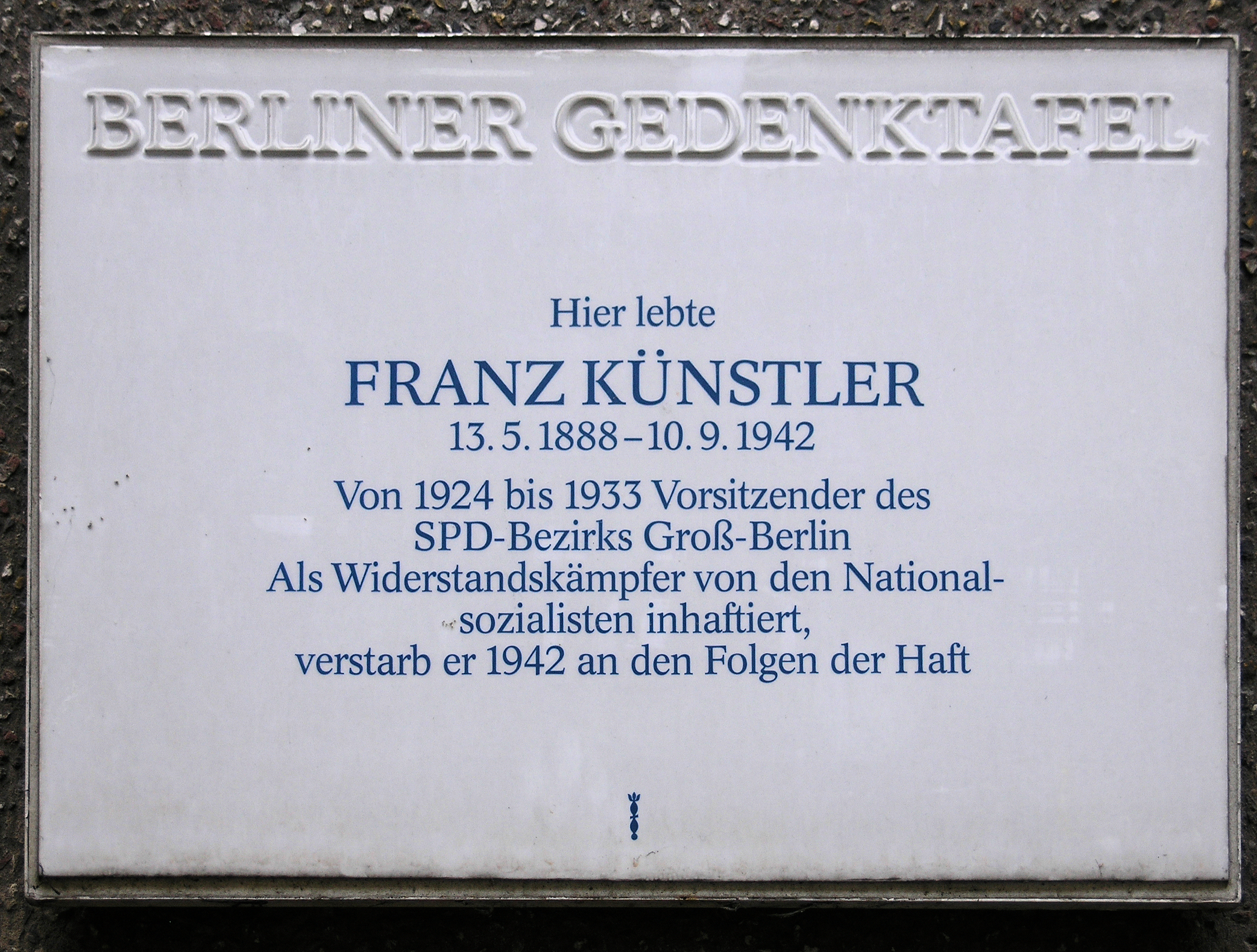
Berliner Gedenktafel am Haus Elsenstraße 52 in Berlin-Neukölln

Künstler absolvierte von 1902 bis 1906 eine Ausbildung zum Maschinenschlosser und trat mit 18 Jahren 1907 in die SPD ein und 1906 dem deutschen Metallarbeiter-Verband (DMV) bei. Er war auch im Verein der Lehrlinge und jugendlichen Arbeiter und Arbeiterinnen Berlins und Umgegend, in dessen Leitung er im August 1909 gewählt wurde, bis zur Auflösung 1910 und im Gesangverein „Jugend“ aktiv.
Nach 1914 lehnte er die Burgfriedenspolitik der SPD ab und beteiligte sich am 1. Mai 1916 an der von der Spartakusgruppe veranstalteten Antikriegsdemonstration auf dem Potsdamer Platz, bei der Karl Liebknecht verhaftet wurde. Künstler wurde unmittelbar danach eingezogen und war bis 1918 Soldat. Nach seiner Rückkehr trat er der USPD bei, wo er anfänglich dem linken Flügel zugerechnet wurde. Im November 1918 wurde er Mitglied im Soldatenrat seiner Armee und nahm in dieser Funktion am Frontsoldatenkongress in Bad Ems und am 1. Reichsrätekongress in Berlin teil.
Am 13. Februar 1919 wurde Künstler Stadtverordneter in Neukölln. Am 21. März 1919 wurde er dort zum stellvertretenden Stadtverordnetenvorsteher gewählt. Der Stadtverordnetenversammlung gehörte er bis zum Zusammenschluss Neuköllns mit Berlin am 1. Oktober 1920 an. Für die Berliner Stadtverordnetenversammlung kandidierte Künstler 1920 nicht. Seinen Lebensunterhalt verdiente er von 1919 bis 1922 als hauptberuflicher Sekretär des DMV in Berlin, im gleichen Zeitraum war er Mitglied des Parteivorstands der USPD. 1922 kehrte er mit der Masse der verbliebenen USPD-Mitglieder zur SPD zurück und wurde auf dem Nürnberger Vereinigungsparteitag als Beisitzer in den Parteivorstand der VSPD gewählt. Während sich andere prominente ehemalige USPD-Mitglieder – namentlich Arthur Crispien, Rudolf Hilferding und Wilhelm Dittmann – rasch dem rechten Flügel der SPD näherten, entwickelte sich Künstler zu einem Sprecher des linken Parteiflügels, vermied aber ähnlich wie Siegfried Aufhäuser eine feste Einbindung in die fraktionell organisierte linke Strömung um Paul Levi, Max Seydewitz und Kurt Rosenfeld. Im Juni 1924 wurde er auf dem Berliner Parteitag nicht wieder in den Parteivorstand gewählt. Er wurde aber am 25. Februar 1923 zum 2. Vorsitzenden des SPD-Bezirks Groß-Berlin gewählt und konnte am 21. Oktober 1923 den Vorsitz des SPD-Bezirks Groß-Berlin übernehmen.
Von 1920 bis Mai 1924 und von Dezember 1924 bis 1933 war Künstler Abgeordneter des Reichstages. Er gehörte zu den Kritikern der sozialdemokratischen Koalitionspolitik, wandte sich im August 1923 gegen den Eintritt in die Regierung Stresemann und setzte sich 1926 für eine engagierte Teilnahme der SPD an der Kampagne für die Fürstenenteignung ein.
Am 16. Dezember 1926 prangerte Philipp Scheidemann in einer Reichstagsrede die illegale Aufrüstung der Reichswehr an und erwähnte in diesem Zusammenhang die Zusammenarbeit der Reichswehr mit der Roten Armee. Wenige Tage zuvor hatte der Manchester Guardian in zwei Artikeln über die Verbindungen zwischen der Reichswehr, den Junkers-Flugzeugwerken und der Sowjetregierung berichtet.
Am 11. Januar 1927 veröffentlichte der Vorwärts ein Interview, das Künstler mit zwei sozialdemokratischen Arbeitern, die im ersten Halbjahr 1926 in einer Giftgasfabrik in Trotzk gearbeitet hatten, geführt hatte.
Im Mai 1929 lehnte er die vom Magdeburger Parteitag beschlossenen Richtlinien zur Wehrpolitik ab. Am 14. Dezember 1929 blieb er der Abstimmung über die von Reichskanzler Hermann Müller im Reichstag gestellte Vertrauensfrage demonstrativ fern.

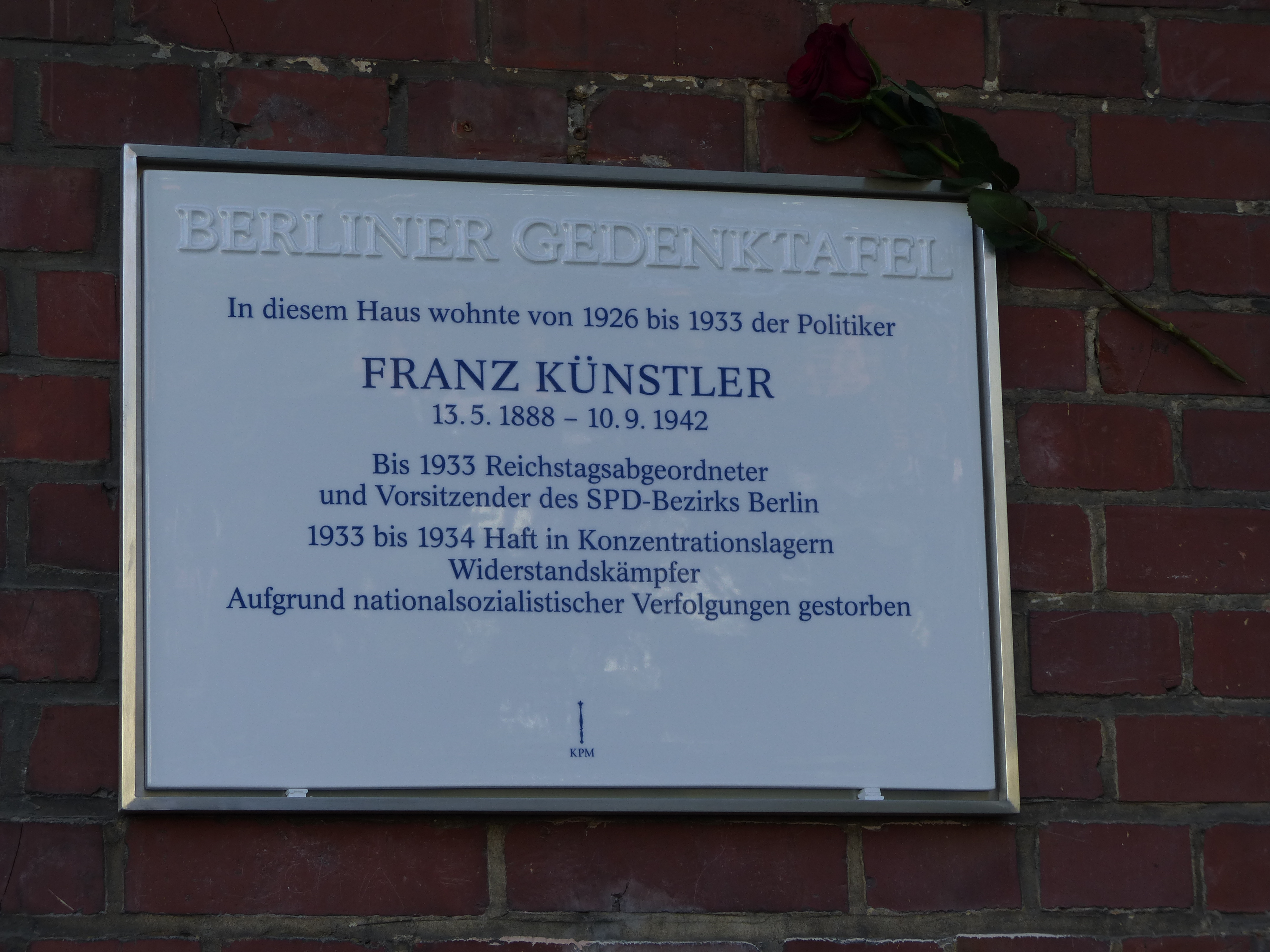
Neue Berliner Gedenktafel am Haus Weigandufer 16 in Neukölln

Künstler sprach sich seit 1930 gegen die tolerierende Haltung von Parteivorstand und Reichstagsfraktion gegenüber der Regierung Brüning aus, lehnte es aber ab, sich der 1931 auf Initiative von oppositionellen SPD-Reichstagsabgeordneten gegründeten SAP anzuschließen und verhinderte, dass nennenswerte Teile des mehrheitlich linken Berliner Parteibezirks zur SAP übertraten. Unter Künstlers Führung stieg die Mitgliederzahl der Berliner SPD gegen den Trend in anderen Großstädten bis 1933 an. Gegen Künstlers linke Linie formierte sich in der Berliner Parteiorganisation eine rechtsoppositionelle Gruppe um Kurt Heinig, die den Kurs des Parteivorstands verteidigte.
Am 14. Juni und nochmals am 9. Juli 1932 schlug Künstler der KPD ohne vorherige Rücksprache mit der SPD-Führung vor, zumindest in Berlin die gegeneinander gerichtete Agitation und Polemik einzustellen. In diesem Zusammenhang hatte er eine Unterredung mit Walter Ulbricht, dem Leiter des KPD-Bezirks Berlin-Brandenburg-Lausitz-Grenzmark. Dabei wurde eine gemeinsame Kundgebung verabredet, die aber nicht zustande kam.
Nach dem 30. Januar 1933 schloss sich Künstler der Gruppe um Friedrich Stampfer und Karl Litke an, die im Parteivorstand gegen den Widerstand des Kreises um Otto Wels und Hans Vogel für einen „Burgfrieden“ mit der KPD eintrat, sich damit aber nicht durchsetzen konnte. Unmittelbar nach dem Reichstagsbrand traf sich Künstler mit einem Kurier der KPD-Führung im Vorwärts-Gebäude und teilte diesem im Auftrag von Otto Wels mit, dass die SPD ein gemeinsames Vorgehen der beiden Parteien für „unzweckmäßig“ halte. Am 26. April 1933 wählte die Reichskonferenz der SPD Künstler in den Parteivorstand.
Als am 10. Juni 1933 die in Berlin verbliebenen Mitglieder der sozialdemokratischen Reichstagsfraktion zu einer – wie sich zeigen sollte – letzten Sitzung zusammenkamen, entwickelte sich eine heftige Auseinandersetzung zwischen einer Minderheit um Künstler und Georg Dietrich auf der einen und der Mehrheit um Paul Löbe auf der anderen Seite. Künstler charakterisierte dabei die SPD-Politik der vorangegangenen fünf Jahre als total verfehlt und als wesentliche Ursache der katastrophalen Niederlage der Arbeiterbewegung; er wandte sich sowohl gegen den strikten Legalitäts-Kurs Löbes als auch gegen den politischen Ansatz der inzwischen ins Exil gegangenen Gruppe um Wels. Am 19. Juni 1933 wurde Künstler nach der Emigration vieler Mitglieder des Parteivorstandes durch eine „Reichskonferenz“ in das sechsköpfige Direktorium mit Paul Löbe, Johannes Stelling, Erich Rinner, Max Westphal und Paul Szillat gewählt, welches die Inlandsleitung der SPD übernehmen sollte.
Nach dem Verbot der SPD am 22. Juni 1933 wurde Künstler am 24. Juni 1933 verhaftet, inhaftiert, misshandelt und im Berliner Polizeipräsidium Alexanderplatz, dem Gefängnis Spandau, dem Konzentrationslager Oranienburg und schließlich in dessen Nebenlager Blumberg festgehalten. Im September 1934 wurde er entlassen und fand Arbeit als Maschinenschlosser in einer kleinen Fabrik in Berlin-Neukölln. 1935 hielt Künstler die Trauerrede für den verstorbenen ehemaligen Stadtverordneten Paul Robinson und wurde noch während der Beisetzung von den überwachenden Gestapo-Beamten festgenommen. Obwohl bereits schwer erkrankt, war er führend an den Versuchen beteiligt, in Berlin eine illegale sozialdemokratische Organisation aufzubauen. Enge Kontakte unterhielt er zu der Volksfront-Gruppe um Otto Braß, versuchte daneben aber auch, mit illegal arbeitenden KPD-Mitgliedern ins Gespräch zu kommen. Am 23. Juli wurde Künstler auf der Insel Hiddensee von der Gestapo unter anderem wegen des Verdachts einer Beteiligung an einer illegalen Aufrechterhaltung der SPD festgenommen. Er wurde danach bis zum 28. November 1938 in dem Gefängnis der Gestapo in der Prinz-Albrecht-Straße 8 in Berlin festgehalten und verhört.

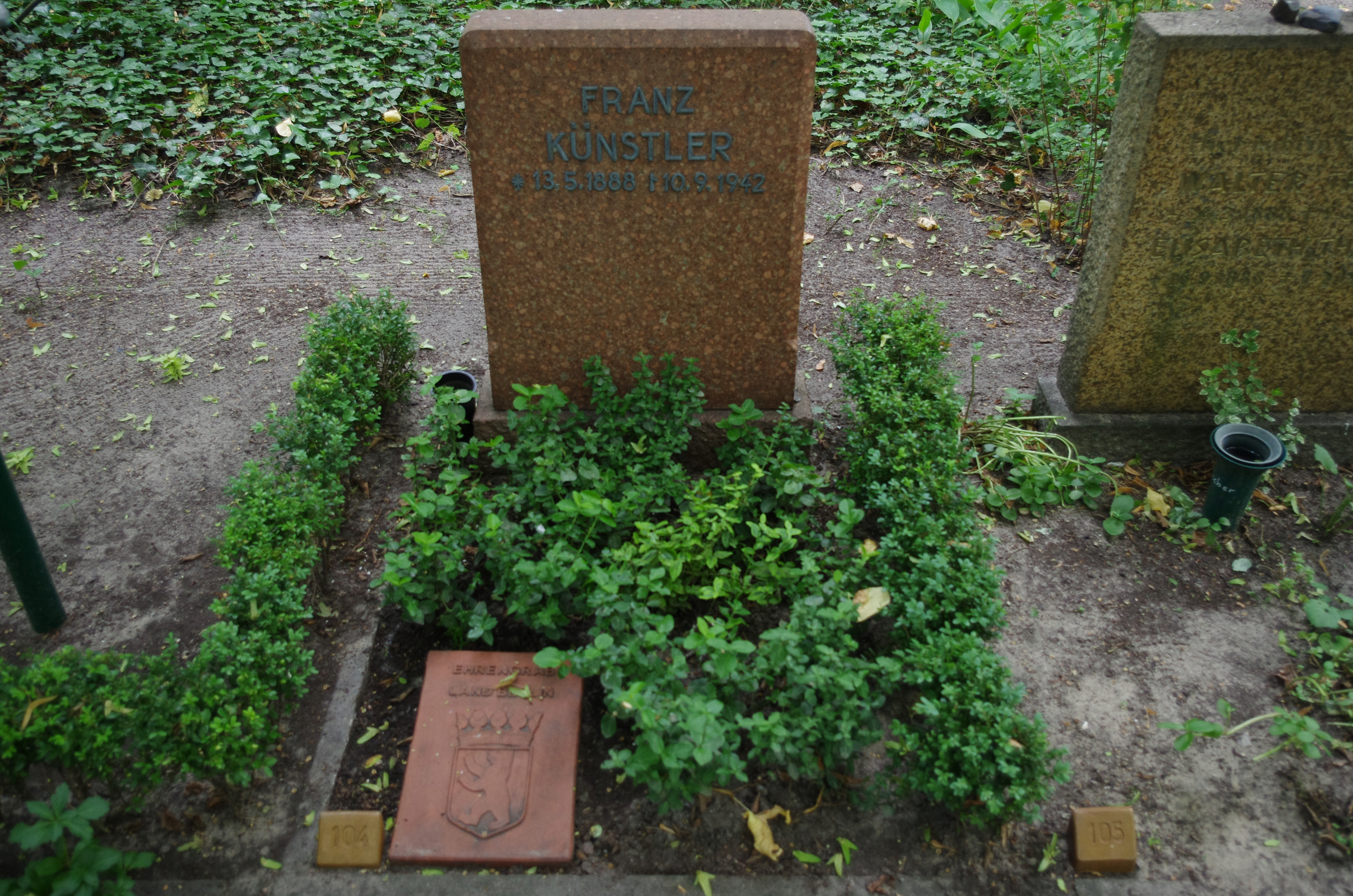
Urnengrab Franz Künstlers auf dem Berliner Friedhof Baumschulenweg

Trotz seines seit 1934 chronischen schweren Herzleidens wurde Künstler im September 1939 als Lastenträger für eine Dienststelle des Heeres in Berlin-Tempelhof zwangsverpflichtet. Am 10. September 1942 brach er – völlig erschöpft – auf offener Straße tot zusammen. 1000 bis 3000 Personen, darunter auch Soldaten der Wehrmacht in Uniform, gaben Franz Künstler das letzte Geleit zum Friedhof Baumschulenweg. Seine Beerdigung gilt als „die letzte Massendemonstration gegen die Hitlerherrschaft“. Die Grabstätte Künstlers im alten Friedhofsteil ist heute als Ehrengrab des Landes Berlin gewidmet.

## Ehrungen

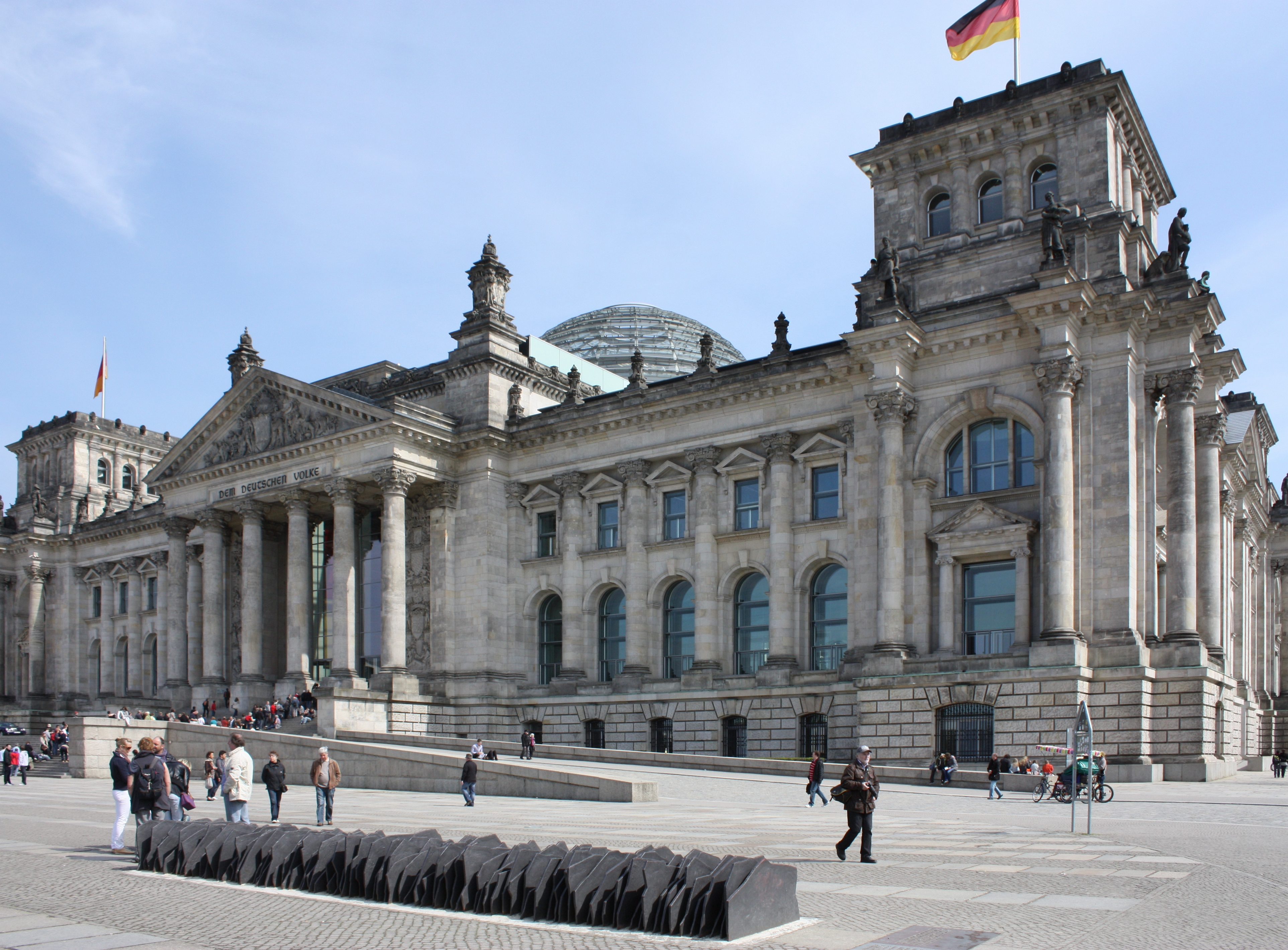
Gedenktafeln am Reichstag

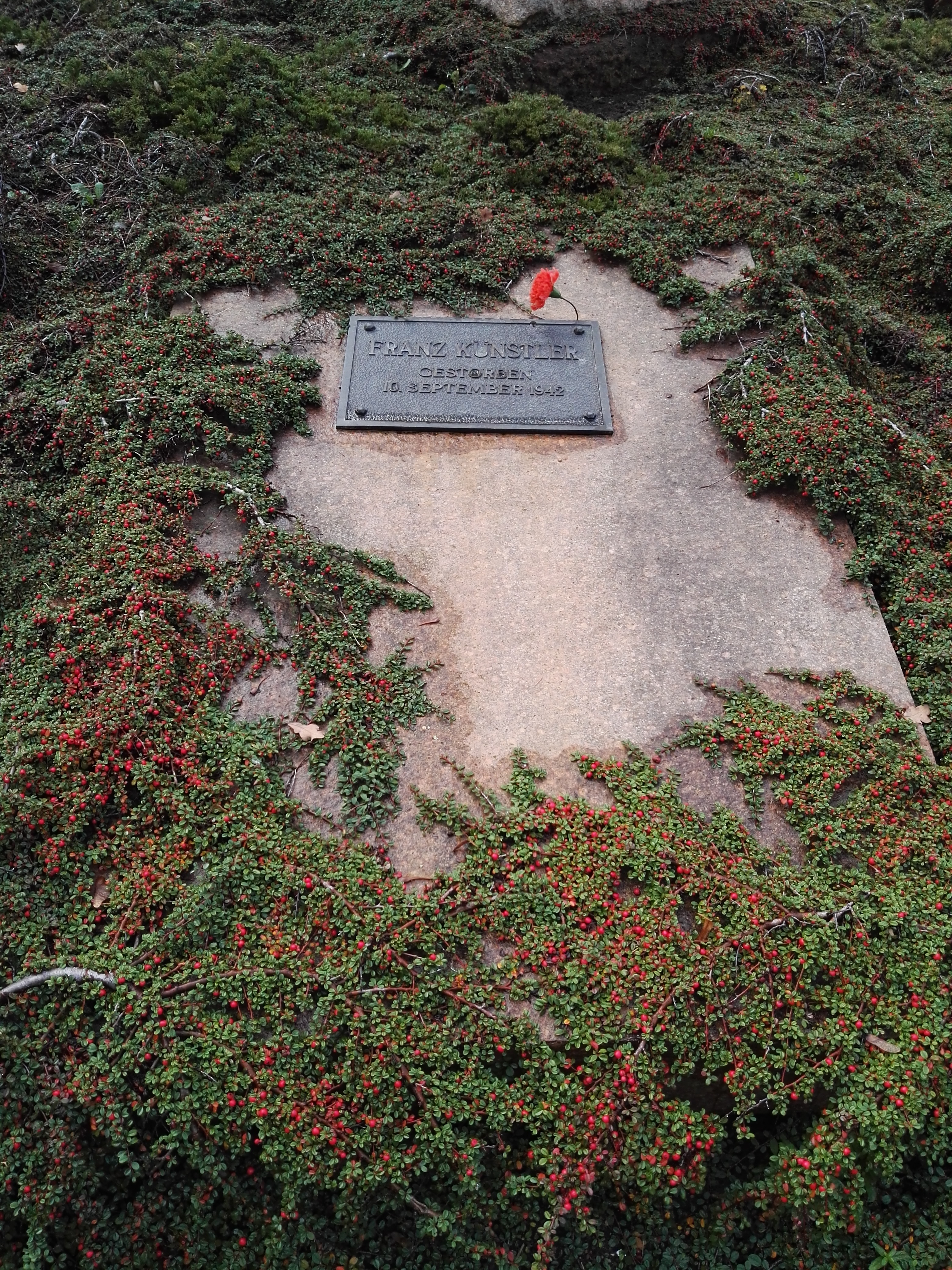
Symbolgrab in der Gedenkstätte der Sozialisten

- An Franz Künstler erinnert seit 1993 eine Gedenktafel an seinem ehemaligen Wohnsitz in der Elsenstraße 52 in Berlin-Neukölln.
- In der Gedenkstätte der Sozialisten auf dem Zentralfriedhof Friedrichsfelde erinnert ein „Symbolgrab“ an ihn.
- Im Berliner Stadtbezirk Kreuzberg ist eine Straße nach ihm benannt.[22]
- Seit 1992 erinnert in der Nähe des Reichstags eine der 96 Gedenktafeln für von den Nationalsozialisten ermordete Reichstagsabgeordnete an Künstler.